# Rosaella
Rosaella es un género de foraminífero bentónico considerado un sinónimo posterior de Cassidulina de la subfamilia Cassidulininae, de la familia Cassidulinidae, de la superfamilia Cassidulinoidea, del suborden Buliminina y del orden Buliminida. Su especie tipo era Rosaella rosae. Su rango cronoestratigráfico abarca el Holoceno.

## Discusión
Clasificaciones previas incluían Rosaella en el suborden Rotaliina del orden Rotaliida.

## Clasificación
Rosaella incluía a la siguiente especie:
- Rosaella rosae